# (6848) 1978 VG5
(6848) 1978 VG5 (1978 VG5, 1988 TZ4) — астероїд головного поясу, відкритий 7 листопада1978.
Тіссеранів параметр щодо Юпітера — 3.204.